# José Bravo
 (septembre 2014).
Si vous disposez d'ouvrages ou d'articles de référence ou si vous connaissez des sites web de qualité traitant du thème abordé ici, merci de compléter l'article en donnant les références utiles à sa vérifiabilité et en les liant à la section « Notes et références ».
José Bravo Domínguez, né le 18 février 1916 à Ceuta (Espagne) et mort le 1er février 1993, est un footballeur international espagnol qui jouait au poste d'ailier gauche. Il joue huit saisons au FC Barcelone.

## Biographie
Son premier club est l'España de Ceuta. Il joue ensuite avec Levante UD, Ceuta Sport et Real Murcie. En 1940, il rejoint le FC Barcelone jusqu'en 1948. Avec le Barça, il joue 196 matchs et marque 88 buts. Il gagne la Coupe d'Espagne en 1942 et le championnat d'Espagne en 1945 et 1948.
Il joue ensuite au Gimnàstic de Tarragone, puis à la Sociedad Deportiva Ceuta (es) où il met un terme à sa carrière en 1951.

### Équipe nationale
José Bravo joue un match avec l'équipe d'Espagne le 15 mars 1942 face à la France (victoire 4 à 0). Cependant, des joueurs tels que Gorostiza, Gaínza ou Emilín l'empêchent de jouer davantage avec l'Espagne. 

### Style de jeu
José Bravo est un ailier gauche de petite taille, vif, habile et au fort tempérament.

## Palmarès
Avec le FC Barcelone :
- Championnat d'Espagne : 1945 et 1948
- Coupe d'Espagne : 1942
- Copa de Oro Argentina : 1945